# Winchendon
Winchendon je město v okresu Worcester County v americkém státě Massachusetts, USA. Žije zde 9611 obyvatel (údaj z roku 2000), město bylo založeno v roce 1735.
Dříve mělo město přezdívku „město hraček“, dřevěné hračky se zde vyráběly, proto má i ve znaku houpacího koně.